# Џенан Плојовић
Џенан Плојовић (Нови Пазар, 30. децембра 1994) српски је фудбалер. Висок је 185 центиметара и игра у нападу.

## Трофеји и награде

### Екипно
Јошаница
- Зона Мораваː 2015/16.[4]